# 圏央鶴ヶ島インターチェンジ
圏央鶴ヶ島インターチェンジ（けんおうつるがしまインターチェンジ）は、埼玉県鶴ヶ島市三ツ木にある、首都圏中央連絡自動車道（圏央道）のインターチェンジ。
近接する関越自動車道鶴ヶ島ICと区別するため、「圏央」の名を冠している。また、鶴ヶ島JCTに取り付けた方向標識には「圏鶴」という略称が使われている。

## 歴史
- 1996年（平成8年）3月26日：青梅IC - 鶴ヶ島JCT間開通に伴い、供用開始[1]。
- 2023年（令和5年）3月25日：出入口ランプが立体化、アクセス道路の鶴ヶ島市道1015号線（構想広域路線・新川越越生線の一部）が4車線で開通[2]。これにより従前の国道407号方面からだけでなく川越市笠幡方面からアクセス可能になった。
- 2023年（令和5年）10月31日：鶴ヶ島市道1015号線が埼玉県道114号川越越生線と重複指定となる。管理は引き続き鶴ヶ島市が行う。

## 周辺
- カインズ鶴ヶ島店
- ベイシア鶴ヶ島店
- 鶴ヶ島市立中央図書館
- 埼玉県立鶴ヶ島清風高等学校
- 埼玉県立川越西高等学校
- 埼玉県立日高高等学校
- 東京電力パワーグリッド新所沢変電所
- 鶴ヶ島市運動公園
- 鶴ヶ島グリーンパーク
- JR笠幡駅
- JR武蔵高萩駅

## 接続する道路
- 埼玉県道114号川越越生線バイパス（新川越越生線）

新川越越生線を経由して国道407号へと接続する。
- 間接接続
  - 国道407号

## 隣
C4 首都圏中央連絡自動車道
(46)狭山日高IC - (47)圏央鶴ヶ島IC - (50)鶴ヶ島JCT - (51)坂戸IC